# Tranzystor

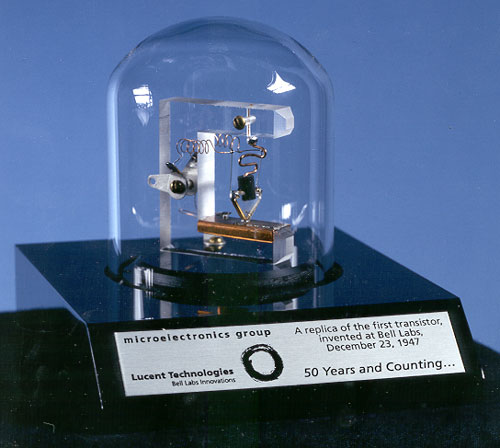
Replika pierwszego tranzystora firmy Bell Telephone Laboratories

Tranzystor – trójelektrodowy (rzadko czteroelektrodowy) przyrząd półprzewodnikowy, mający zdolność wzmacniania sygnału elektrycznego. Nazwa urządzenia wywodzi się od słów transresistance (transrezystancja) z „półprzewodnikowym”  przyrostkiem -stor jak w varistor (warystor).

## Historia

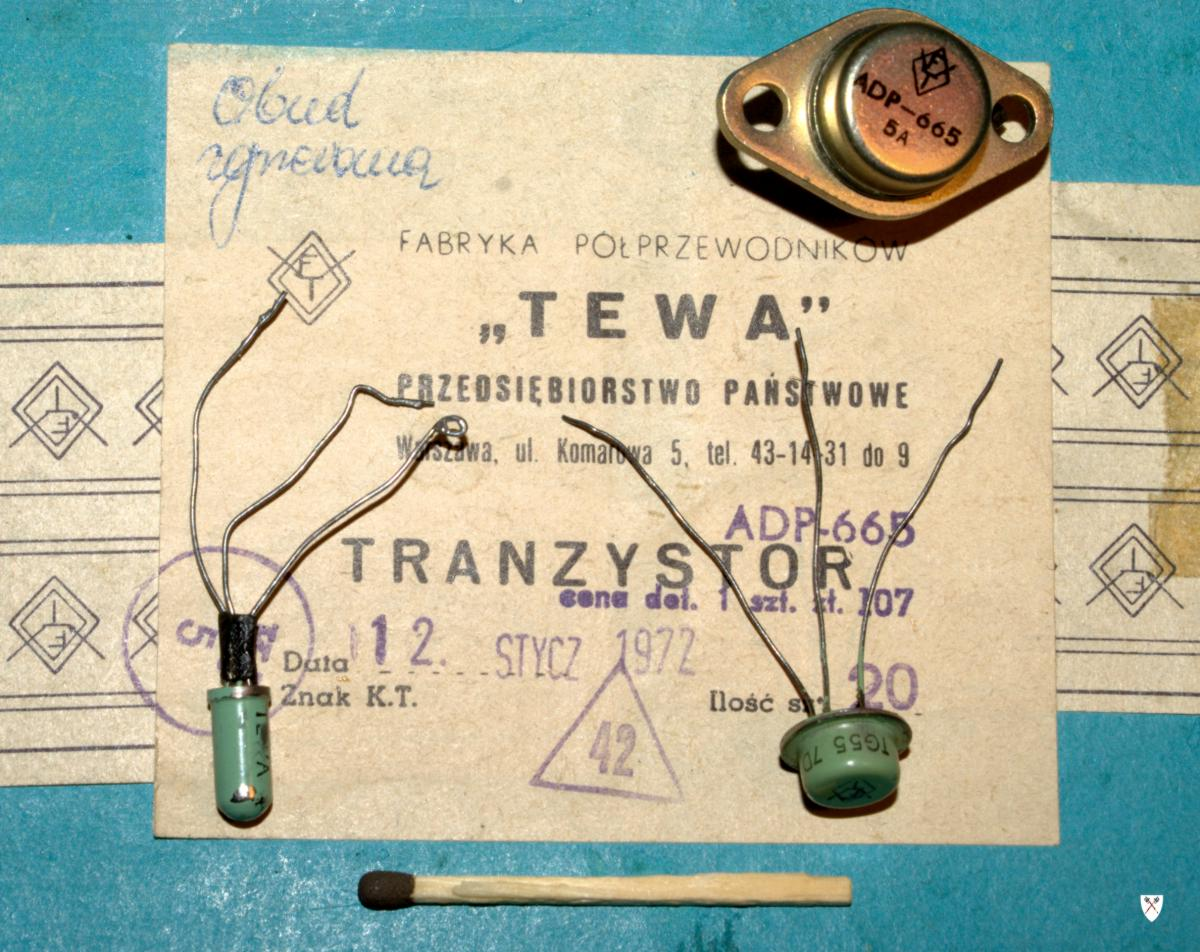
Germanowe tranzystory stopowe Tewy na tle opakowania: małej mocy TG2, średniej mocy TG55 (seledynowe) z początku lat sześćdziesiątych, oraz metalowy tranzystor dużej mocy ADP665 z 1972 r.

Pierwsze patenty na tranzystor zostały udzielone w latach 1925–1930 w Kanadzie, USA i Niemczech Juliusowi Edgarowi Lilienfeldowi. Jego projekty były zbliżone do tranzystora MOSFET, jednak ze względów technologicznych (głównie czystości materiałów) tranzystora nie udało się skonstruować – stało się to możliwe dopiero w drugiej połowie XX wieku.
Pierwszy działający tranzystor ostrzowy został skonstruowany 16 grudnia 1947 r. w laboratoriach Bella przez Johna Bardeena oraz Waltera Housera Brattaina. W następnym roku William Bradford Shockley z tego samego laboratorium opracował teoretycznie tranzystor złączowy, który udało się zbudować w 1950. John Bardeen, Walter Houser Brattain oraz William Bradford Shockley, za wynalazek tranzystora otrzymali Nagrodę Nobla z fizyki w 1956 roku.
W 1949 dwaj niemieccy fizycy (zaangażowani poprzednio w program radarowy) Herbert Mataré i Heinrich Welker pracując w paryskim oddziale firmy Westinghouse Electric niezależnie zbudowali tranzystor (który nazwali transistronem).

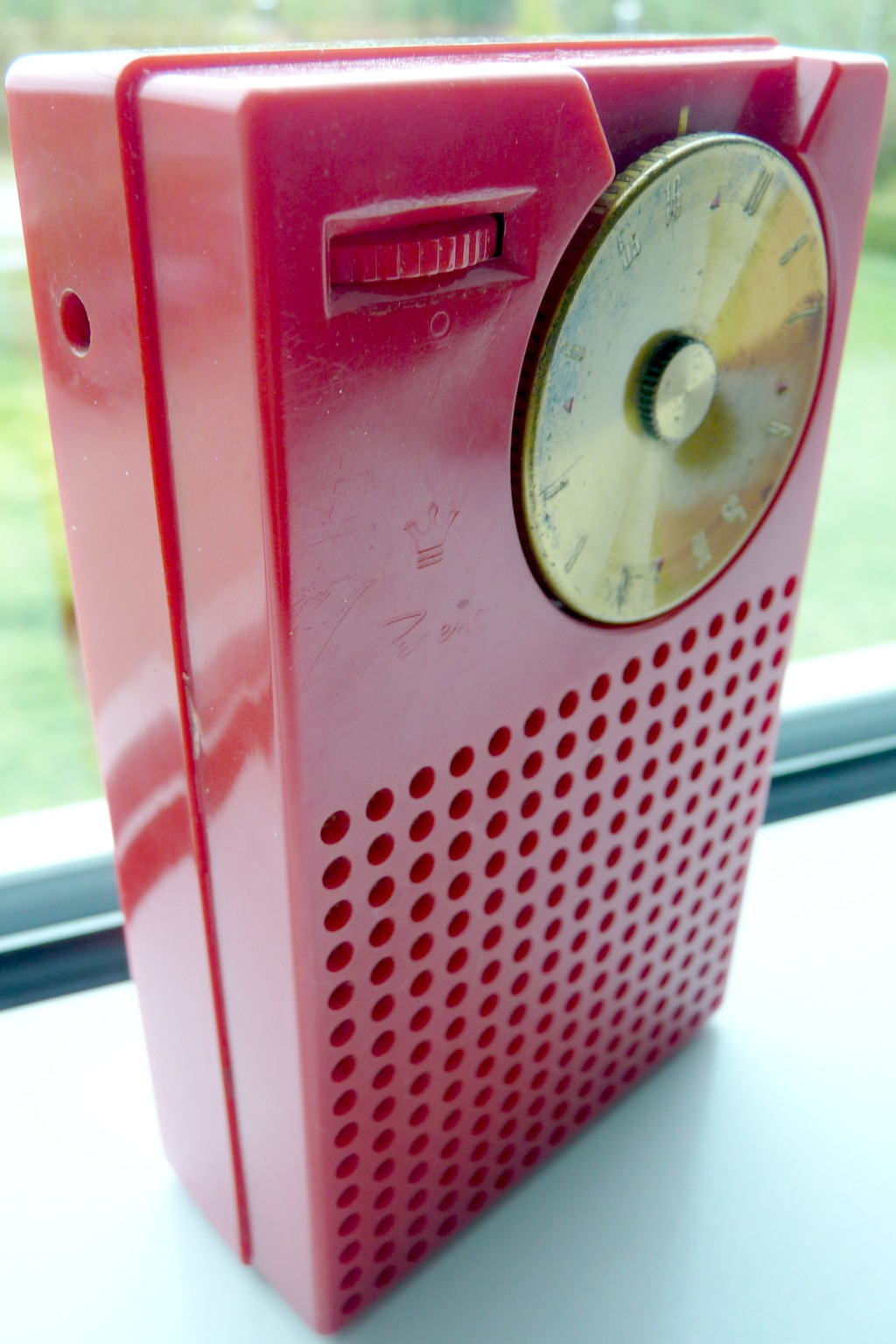
Pierwsze radio tranzystorowe a zarazem pierwszy wyrób komercyjny zawierający tranzystory

Pierwszym produktem zawierającym tranzystory dostępnym w zastosowaniu komercyjnym był radioodbiornik tranzystorowy Regency TR-1, który pojawił się w handlu w paździeikrnu 1954. W radioodbiorniku zastosowano sześć tranzystorów germanowych.
W 1957 William Bradford Shockley pracując w Shockley Semiconductor Laboratory zbudował złączowy tranzystor polowy JFET.
W 1959 John Atalla i Davon Kahng, również z Bell Labs, zbudowali pierwszy tranzystor MOSFET, wykorzystując przy tym opracowany w tym samym laboratorium proces utleniania powierzchni kryształu krzemu.

### Polska
Pierwszymi tranzystorami zbudowanymi w Polsce były tranzystory ostrzowe TP1 – TP3 (od „tranzystor punktowy”, rok 1953). Ze względu na niestabilność parametrów i nietrwałość nie nadawały się one do praktycznych zastosowań. Pierwszymi wytwarzanymi w krótkich seriach germanowymi tranzystorami stopowymi były TC11 – TC15, wyprodukowane do 1959 w liczbie kilkunastu tysięcy egzemplarzy. Również one nie znalazły zastosowania przemysłowego.
Produkcja na skalę przemysłową została uruchomiona w roku 1960 przez Tewę. Były to germanowe tranzystory stopowe małej częstotliwości, serii TG1 – TG5, i TG70. Rok później uruchomiono produkcję tranzystorów średniej częstotliwości TG10 i TG20 oraz serii TG50.

### Znaczenie

Liczba tranzystorów w mikroprocesorach wprowadzanych w różnych latach

Wynalezienie tranzystora uważa się za przełom w elektronice, zastąpił on bowiem duże, zawodne i energochłonne lampy elektronowe, dając początek coraz większej miniaturyzacji przyrządów i urządzeń elektronicznych, zwłaszcza że dzięki mniejszemu poborowi mocy można było zmniejszyć też współpracujące z tranzystorami elementy bierne. W układach scalonych o najwyższej skali integracji (na przykład w mikroprocesorach) ich liczba przekracza miliard.

## Podział
| Symbole tranzystorów |          |
| bipolarne            |          |
|                      |          |
| typu pnp             | typu npn |

Wyróżnia się dwie główne grupy tranzystorów, różniące się zasadniczo zasadą działania – tranzystory bipolarne i tranzystory unipolarne.

### Tranzystory bipolarne
W tranzystorach bipolarnych prąd przepływa przez złącza półprzewodnika o różnym typie przewodnictwa (n i p). Zbudowany jest z trzech warstw półprzewodnika o typie przewodnictwa odpowiednio npn lub pnp (o nazwach: emiter – E, baza – B i kolektor – C). Charakteryzuje się tym, że niewielki prąd płynący pomiędzy bazą i emiterem steruje większym prądem płynącym między kolektorem i emiterem.

### Tranzystory unipolarne
| JFET        |             |
|             |             |
| MOSFET      |             |
|             |             |
|             |             |
| z kanałem p | z kanałem n |

Tranzystory unipolarne (tranzystory polowe) to takie, w których prąd płynie przez półprzewodnik o jednym typie przewodnictwa. Prąd wyjściowy jest w nich funkcją napięcia sterującego.
W obszarze półprzewodnika z dwiema elektrodami: źródłem (S) i drenem (D) tworzy się tzw. kanał, którym płynie prąd. Wzdłuż tego obszaru umieszczona jest trzecia elektroda, zwana bramką (G). Napięcie przyłożone do bramki zmienia przewodnictwo kanału, wpływając w ten sposób na płynący prąd. W tranzystorach MOSFET bramka jest odizolowana od kanału warstwą dielektryka, a w tranzystorach polowych złączowych (JFET) spolaryzowanym w kierunku zaporowym złączem p–n.

### Inne kryteria podziału
Inne typy tranzystorów to:
- Tranzystory jednozłączowe,
- Tranzystory IGBT.

Tranzystory dzieli się też ze względu na typy użytych półprzewodników:
- pnp, npn – bipolarne,
- Z kanałem typu p, z kanałem typu n – unipolarne.

Innym możliwym podziałem tranzystorów jest podział ze względu na materiał półprzewodnikowy z jakiego są wykonywane:
- german – materiał historyczny, obecnie najczęściej stosowany w technice wysokich częstotliwości w połączeniu z krzemem (heterostruktury),
- krzem – obecnie podstawowy materiał półprzewodnikowy, bardzo szeroko stosowany,
- arsenek galu – stosowany w technice bardzo wysokich częstotliwości,
- azotek galu – stosowany w technice bardzo wysokich częstotliwości,
- węglik krzemu – (rzadko) stosowany w technice bardzo wysokich częstotliwości, dużych mocy i w wysokich temperaturach.

Ze względu na parametry tranzystory dzieli się na:
- małej mocy, małej częstotliwości,
- dużej mocy, małej częstotliwości,
- małej mocy, wielkiej częstotliwości,
- dużej mocy, wielkiej częstotliwości,
- tranzystory przełączające (impulsowe),
- itd.

Przy nazywaniu tranzystora określenia te są często łączone, mówimy więc na przykład: bipolarny tranzystor krzemowy NPN, dużej mocy, wielkiej częstotliwości.

## Zastosowanie

Animowana interaktywna ilustracja multiwibratora bistabilnego na tranzystorach dyskretnych (sugerowane rezystancje: R1, R2 = 1 kΩ, R3, R4 = 10 kΩ)

Tranzystory ze względu na właściwości wzmacniające znajdują bardzo szerokie zastosowanie. Są wykorzystywane do budowy różnego rodzaju wzmacniaczy: różnicowych, operacyjnych, mocy, selektywnych, szerokopasmowych. Jest kluczowym elementem w konstrukcji wielu układów elektronicznych, takich jak źródła prądowe, lustra prądowe, stabilizatory, przesuwniki napięcia, klucze elektroniczne, przerzutniki, generatory i wiele innych.
Ponieważ tranzystor może pełnić rolę klucza elektronicznego, z tranzystorów buduje się także bramki logiczne realizujące podstawowe funkcje boolowskie, co stało się motorem bardzo dynamicznego rozwoju techniki cyfrowej w ostatnich kilkudziesięciu latach. Tranzystory są także podstawowym budulcem wielu rodzajów pamięci półprzewodnikowych (RAM, ROM itp.).
Dzięki rozwojowi technologii oraz ze względów ekonomicznych większość układów tranzystorowych realizuje się w postaci układów scalonych. Niektórych układów, jak np. mikroprocesorów liczących miliony tranzystorów, nie sposób byłoby wykonać bez technologii scalania.
W roku 2001 holenderscy naukowcy z Uniwersytetu Technicznego w Delfcie zbudowali tranzystor składający się z jednej nanorurki węglowej. Jego rozmiar wynosi jeden nanometr, a do zmiany jego stanu (włączony / wyłączony) potrzebuje on tylko jednego elektronu. Wynalazcy przewidują, że ich wynalazek pozwoli na konstruowanie układów miliony razy szybszych od obecnie stosowanych, przy czym ich wielkość pozwoli na dalszą miniaturyzację elektronicznych urządzeń.